# 거문초등학교 손죽분교
거문초등학교 손죽분교는 대한민국 전라남도 여수시에 있었던 공립 초등학교이다.

## 학교 연혁
- 1923년 3월 30일: 4년제 손죽사립보통학교 설립인가
- 1946년 10월 15일: 손죽공립국민학교 승격
- 1953년 4월 13일: 소거문분교장 설립
- 1960년 6월 15일: 평도분교장 설립
- 1964년 3월 1일: 광도분교장 설립
- 1985년 3월 1일: 초도국민학교로 편입
- 1996년 3월 1일: 초도초등학교 손죽분교로 개칭
- 2015년 3월 1일: 거문초등학교로 편입
- 2022년 2월 28일: 폐교[1]

## 참고 자료
- 거문초등학교손죽분교장 - 한국교육학술정보원 학교알리미